# SAP NetWeaver
SAP NetWeaver é uma plataforma computacional principal tecnologia da empresa de software SAP AG, e a base técnica para várias aplicações SAP. É uma pilha de soluções de produtos de tecnologia da SAP. O SAP Web Application Server (por vezes referido como WebAS) é o ambiente de tempo de execução para as aplicações SAP, e todas as soluções mySAP Business Suite (SRM, CRM, SCM, PLM, ERP) executado em SAP WebAS. O produto é comercializado como uma aplicação orientada a serviços e plataforma de integração. Ele pode ser usado para o desenvolvimento personalizado e integração com outros aplicativos e sistemas, e é construído principalmente usando a linguagem de programação ABAP, mas também usa C (linguagem de programação), C++ e Java EE. Ele também pode ser estendida com e interoperar com, tecnologias como o Microsoft .NET, Java EE, e IBM WebSphere.